# Georg von Högelmüller
Georg Ritter von Högelmüller (* 6. Februar 1770 in Wien; † 14. April 1826 ebenda) war Offizier und Gründer der österreichischen Brandschadensversicherungsanstalt.

## Leben
Ab 1803 beim Militär, zog er sich in der Schlacht bei Wagram 1809 schwere Verwundungen zu. 1810 wurde er zum Major befördert.
Sein Hauptverdienst war die Gründung einer wechselseitigen Brandschadenversicherungsanstalt. Die Zulassung der Privatversicherung erfolgte erst 1824 nach 19-jährigen Bemühungen. Für seine Initiativen zur Gründung der Feuerversicherung wurde ihm die Ehrenbürgerschaft der Städte Krems, Stein und Tulln verliehen.
Im Jahr 1875 wurde in Wien-Margareten (5. Bezirk) die Högelmüllergasse nach ihm benannt.